# Menhir von Minhir

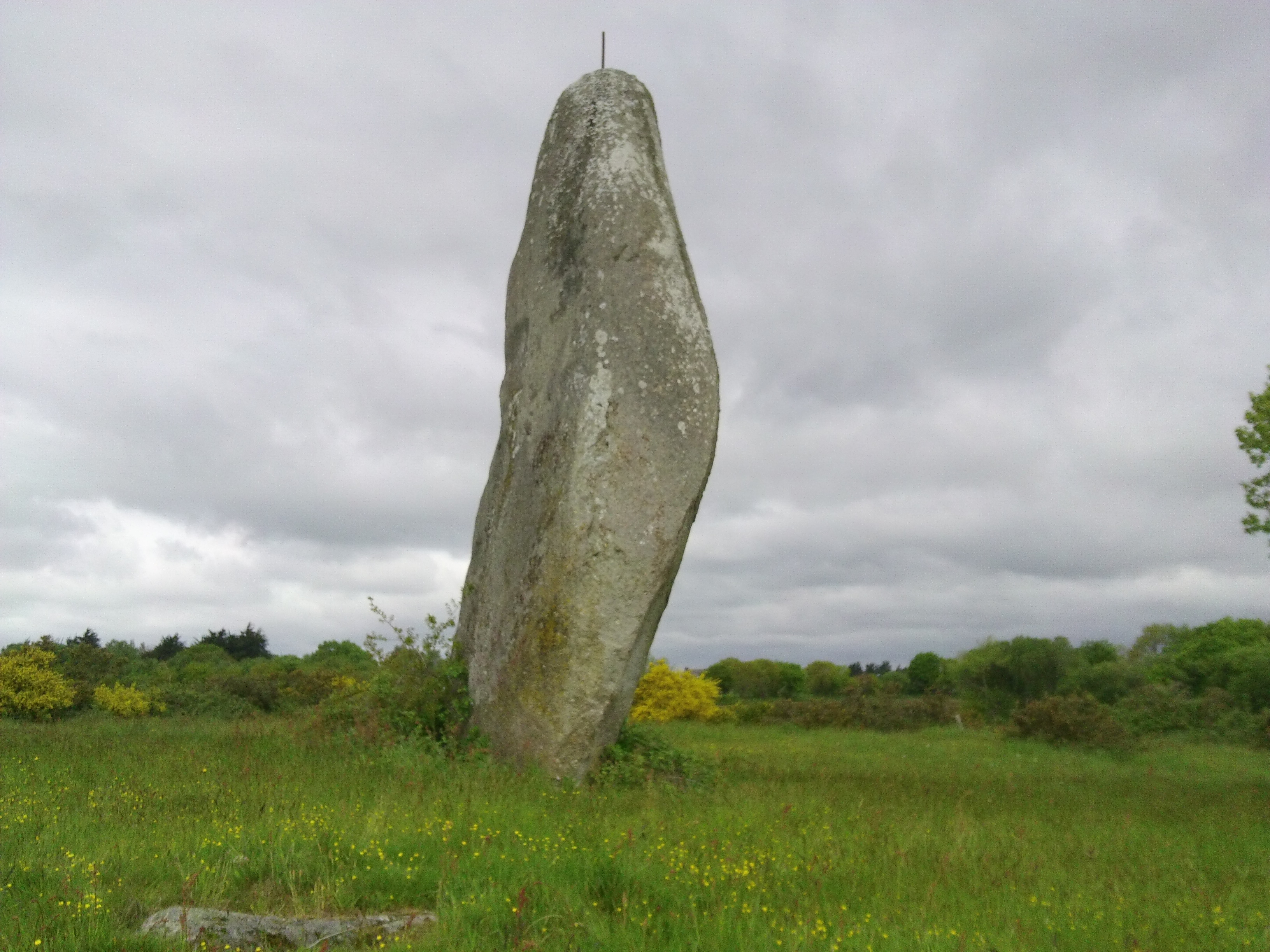
Menhir von Minhir

Der Menhir von Minhir (auch Menhir de Crec’h Coulm oder Menhir du Quinquis genannt) ist ein etwa 6,75 Meter großer, aufrecht stehender Menhir in Pédernec, aber näher an Bégard gelegen, im Département Côtes-d’Armor in der Bretagne in Frankreich, der seit 1889 als Monument historique eingestuft ist.
Seine Gesamtlänge beträgt etwa 10,65 m (knapp 4,0 m liegen in der Erde). Im 19. Jahrhundert wurde er durch eine Statue von St. Peter zu einem christianisiertem Megalithmonument. Die Statue wurde wieder entfernt, erhalten ist ein Metallstab.
Etwa drei Kilometer entfernt steht der Menhir von Kerguézennec.